# Índia portuguesa

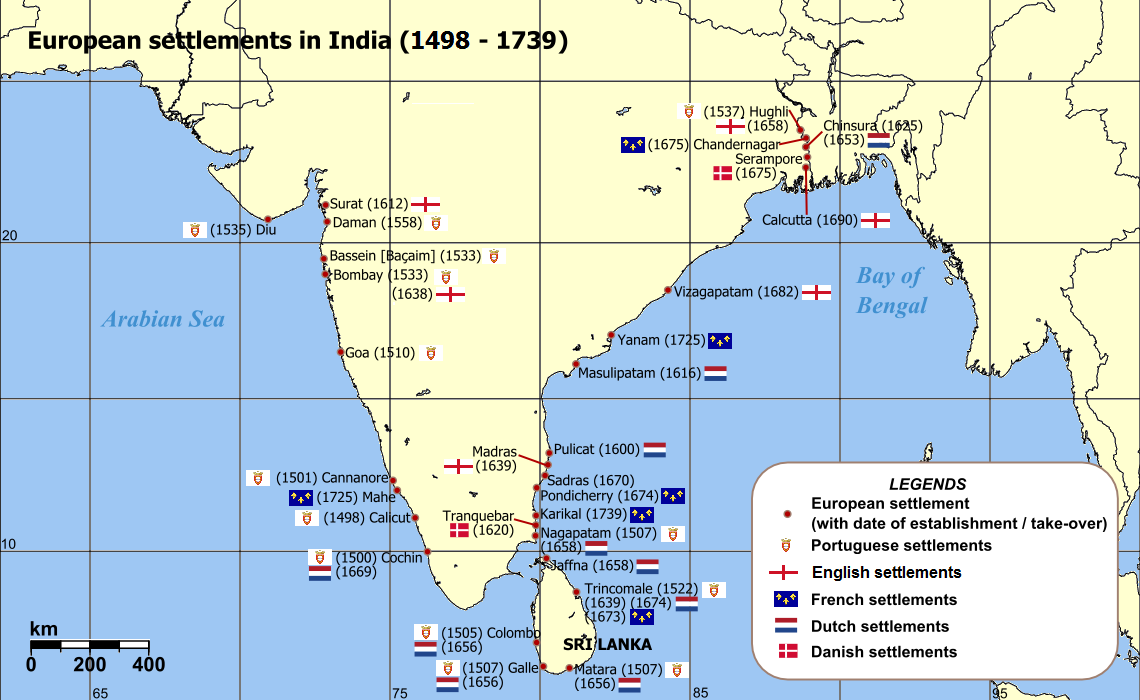
Territoris de l'Imperi portuguès i altres potències a l'Índia.

Índia portuguesa o en portuguès: Estado da Índia era la suma de les colònies de Portugal a l'Índia. La primera colònia es va fundar el 1510 i la darrera es va mantenir fins a 1961.
Quan l'Índia es va independitzar del Regne Unit, el 1947, Portugal encara va mantenir uns anys més els enclavaments coneguts col·lectivament com a Goa, fromats per Goa, Damão i Diu, amb 3.807 km² i una població el 1900 de 531.798 habitants.

## Història
El primer contacte portuguès amb el subcontinent indi va esdevenir-se el 20 de maig de 1498, quan Vasco da Gama atracà a Calcuta. Després d'alguns conflictes amb els mercaders àrabs, que tenien el monopoli de les espècies a través de les rutes terrestres, Vasco da Gama aconseguí assegurar una carta de concessió per als intercanvis comercials amb el governador de Calcuta. Alguns portuguesos s'hi establiren per a fer un port comercial.
El 1510, l'almirall Afonso de Albuquerque derrotà els soldans de Bijapur, en una disputa sobre la sobirania del territori de Timayya, cosa que portaria a l'establiment dels portuguesos a Goa. Goa es convertia d'aquesta manera en el centre del govern de l'Índia i lloc de reseidència del virrei de l'Índia.
Els portuguesos, al mateix temps, conqueriren diversos territoris als soldans de Guzarat: Daman (ocupat el 1531 i cedit formalment el 1539), Bombai i altres territoris. Aquestes possessions es convertiren en la Província del Nord de l'Estat de l'Índia estenent-se per 100 km de costa des de Daman a Chaul. La província era governada des de la fortalesa de Chaul. Bombai va ser cedit al Regne Unit el 1661 com a dot de casament entre la princesa Caterina de Bragança i Carles II d'Anglaterra.
Entre 1713 i 1788, la superfície de Goa es triplicà amb noves conquestes. L'Àfrica Oriental Portuguesa va estar sota dependència del virrei de l'Índia Portuguesa fins al 1752, Portugal es va apoderar de Dadrà i Nagar-Aveli el 1779.
Després de la independència de l'Índia de 1947, el govern portuguès refusà cedir els seus territoris amb una actitud condemnada per l'Assemblea de les Nacions Unides i el Tribunal Internacional de la Haia. El 1954, Portugal perdia Dadrà i Nagar-Haveli annexades per l'Índia el 1961, el mes de desembre del mateix any hi va haver la invasió índia de Goa, Daman i Diu i l'any següent el de l'illa d'Anjidiva. Salazar es resistia a reconèixer la sobirania índia dels territoris cosa que no succeí fins al triomf de la Revolució dels clavells. Fins aleshores Portugal no va poder restablir relacions diplomàtiques amb l'Índia. i es va donar als habitants de les colònies la possibilitat de mantenir la ciutadania portuguesa.